# Basen (film 2001)
Basen (niem. Swimming Pool – Der Tod feiert mit, ang. The Pool) – film fabularny (horror z podgatunku slasher), koprodukcja niemiecko-amerykańska z 2001 roku. Jest to rzadki przypadek europejskiego kina grozy, wpisującego się w nurt krwawych slasherów rodem zza Oceanu, których schemat opiera się na uwięzieniu grupki nastolatków w odludnym miejscu i pozbawianiu ich kolejno życia. Reżyserem i współscenarzystą obrazu jest Boris von Sychowski.
Światowa premiera Basenu odbyła się 4 października 2001 roku. W Polsce film trafił do obiegu DVD 5 czerwca 2003, nakładem Visionu.

## Opis fabuły
Po zakończeniu roku szkolnego dwunastu przyjaciół z praskiego International High School decyduje się przed odjazdem do domów zorganizować wielką imprezę nad ogromnym kompleksem basenowym, co nie jest legalne. Podczas przyjęcia organizatorów czeka kara − uczestnicy zabawy zaczynają ginąć w tajemniczych okolicznościach. Okazuje się, że wśród obecnych na basenie znajduje się zamaskowany psychopatyczny morderca, w krwawy sposób eliminujący poszczególnych bohaterów.

## Obsada
- Kristen Miller jako Sarah
- Elena Uhlig jako Carmen
- Thorsten Grasshoff jako Greg
- John Hopkins jako Frank
- Isla Fisher jako Kim
- Jason Liggett jako Martin
- Jonah Lotan jako Chris
- Cordelia Bugeja jako Mel
- James McAvoy jako Mike
- Linda Rybová jako Svenja
- Bryan Carney jako Carter
- Maximilian Grill jako Diego
- Anna Geislerová jako Catherine
- Jan Vlasák jako Kadankov
- Daniel Wurm jako Tommy
- Josef Pejchal jako Oliver